# Thysanopyga fractimacula
Thysanopyga fractimacula là một loài bướm đêm trong họ Geometridae.